# Rally Rías Baixas de 2012
El Rally Rías Baixas de 2012 fue la 48.ª edición del rally y la tercera ronda de la temporada 2012 del Campeonato de España de Rally. Se celebró entre el 2 de junio y el 3 de junio y contó con un itinerario de diez tramos que sumaban un total de 160,96 km cronometrados.
En la lista de inscritos destacó la presencia de cinco Porsche 911 GT3: Vallejo, Monzón, Ares, Joan Carchat y Fuster que no había participado en la prueba anterior. Además de los Super 2000 de Jonathan Pérez y Hevia, los Suzuki Swift oficiales de Vinyes, Antxustegui y Cañizares. Entre los inscritos también se encontraba Oscar Pereiro en su primera participación de la temporada.
En el primer tramo, que transcurría por el centro de Vigo, el lucense Sergio Vallejo marcó el mejor tiempo, pero posteriormente sufrió un pinchazo en el segundo tramo que lo dejó casi fuera de carrera. El piloto local Alberto Meira a bordo de un Mitsubishi Lancer Evo X se colocó líder, posición que no abandonaría hasta el final, logrando su primera victoria en el Campeonato de España. Segundo fue Hevia a solo 6 segundos de Meira y tercero Víctor Senra. Vinyes que fue séptimo se situó líder del campeonato gracias al abandono de Jonathan Pérez.

## Itinerario
| Día   | Tramo | Nombre     | Distancia | Hora  | Ganador             | Tiempo  | Líder rally    |
| ----- | ----- | ---------- | --------- | ----- | ------------------- | ------- | -------------- |
| Día 1 | SS1   | Vigo       | 2,23 km   | 18:30 | Sergio Vallejo      | 1:42.9  | Sergio Vallejo |
| Día 1 | SS2   | Monte Alba | 16,71 km  | 19:23 | Alberto Meira       | 11:02.7 | Alberto Meira  |
| Día 1 | SS3   | Vigo       | 2,23 km   | 18:30 | Alberto Hevia       | 1:41.6  | Alberto Meira  |
| Día 1 | SS4   | Monte Alba | 16,71 km  | 19:23 | Alberto Meira       | 11:04.2 | Alberto Meira  |
| Día 2 | SS5   | Fornelos   | 30,32 km  | 9:57  | Miguel Ángel Fuster | 17:53.6 | Alberto Meira  |
| Día 2 | SS6   | Ponteareas | 17,20 km  | 10:58 | Alberto Meira       | 10:45.0 | Alberto Meira  |
| Día 2 | SS7   | As Neves   | 14,02 km  | 13:08 | Alberto Meira       | 8:49.8  | Alberto Meira  |
| Día 2 | SS8   | Ponteareas | 17,20 km  | 10:58 | Alberto Hevia       | 11:27.0 | Alberto Meira  |
| Día 2 | SS9   | Fornelos   | 30,32 km  | 9:57  | Sergio Vallejo      | 18:31.4 | Alberto Meira  |
| Día 2 | SS10  | As Neves   | 14,02 km  | 13:08 | Alberto Meira       | 8:45.6  | Alberto Meira  |

## Clasificación final
| Pos. | Piloto               | Copiloto         | Automóvil               | Tiempo    | Diferencia |
| ---- | -------------------- | ---------------- | ----------------------- | --------- | ---------- |
| 1    | Alberto Meira        | Álvaro Bañobre   | Mitsubishi Lancer Evo X | 1:43.09.2 | 0.0        |
| 2.   | Alberto Hevia        | Alberto Iglesias | Skoda Fabia S2000       | 1:43:15.8 | +6.6       |
| 3.   | Víctor Senra         | David Vázquez    | Mitsubishi Lancer Evo X | 1:44:00.3 | +51.1      |
| 4.   | Miguel Ángel Fuster  | Vicente Medina   | Porsche 997 GT3         | 1:45:10.0 | +2:00.8    |
| 5.   | Luis Monzón          | Nazer Ghuneim    | Porsche 997 GT3         | 1:45:35.6 | +2:26.4    |
| 6.   | Alejandro Pais       | Santiago Pais    | Mitsubishi Lancer Evo X | 1:45:54.4 | +2:45.2    |
| 7.   | Joan Vinyes          | Jordi Mercader   | Suzuki Swift S1600      | 1:46:15.1 | +3:05.9    |
| 8.   | Enrique García Ojeda | Pablo Marcos     | Citroën DS3 R3T         | 1:47:44.5 | +4:35.3    |
| 9.   | Sergio Vallejo       | Diego Vallejo    | Porsche 997 GT3         | 1:48:58.3 | +5:49.1    |
| 10.  | Gorka Antxustegui    | Gabriel Suárez   | Suzuki Swift S1600      | 1:49:56.2 | +6:47.0    |